# The Life Line (film 1919)
The Life Line è un film muto del 1919 prodotto e diretto da Maurice Tourneur.
La sceneggiatura di Charles E. Whittaker si basa su un lavoro teatrale, The Romany Rye, dell'inglese George R. Sims, (1847–1922). I testi di Sims, poeta e commediografo, furono portati numerose volte sullo schermo nel periodo che va dal 1908 al 1923.

## Trama
Jack Hearne, conosciuto come Romany Rye, ha deciso di vivere tra gli zingari e di non reclamare la sua parte di eredità di Cragsnest, la tenuta di campagna che è andata in proprietà al fratellastro Phillip Royston. Un giorno, Jack salva da un incendio Ruth Heckett, la figlia di Joe, un suo amico proprietario di un negozio a Londra.  Jack si innamora della ragazza e la sposa, decidendo di ritornare sulla sua decisione e di rivendicare l'eredità che gli spetta. Con la moglie, si imbarca su un piroscafo alla volta degli Stati Uniti, per andare alla ricerca dei documenti comprovanti il matrimonio dei suoi genitori. Bos, il socio di Joe, regala agli sposi una bibbia che lui ha sottratto a Cragsnest, senza sapere che tra le pagine del libro vi è il documento cercato da Jack e che Phillip, il fratellastro, vorrebbe distruggere. Laura, una zingara amante di Phillip, prende Jack, lo droga e lo getta in acqua, ma Bos riesce a salvarlo tirandolo fuori dal mare. A Southampton, la nave naufraga, ma i due portano in salvo Ruth che, nel frattempo, ha scoperto il documento nella bibbia. Royston e Laura, invece, annegano.

## Produzione
Il film fu prodotto dalla Maurice Tourneur Productions.

## Distribuzione
Distribuito dalla Paramount Pictures (come Paramount-Artcraft Famous Players-Lasky Corporation), il film - un mediometraggio in 60 minuti - uscì nelle sale cinematografiche degli Stati Uniti il 28 settembre 1919.
In Francia, in film è conosciuto con il titolo La Ligne de vie